# Akin Mabogunje
Akinlawon Ladipo Mabogunje, né le 18 octobre 1931 et mort le 4 août 2022 à Lagos, est un géographe nigérian, spécialiste de l'urbanisation dans les pays en développement et d'aménagement urbain. 
Il est le premier président africain de l'Union géographique internationale (1980-1984) et le premier lauréat africain du prix Vautrin-Lud (2017).

## Biographie

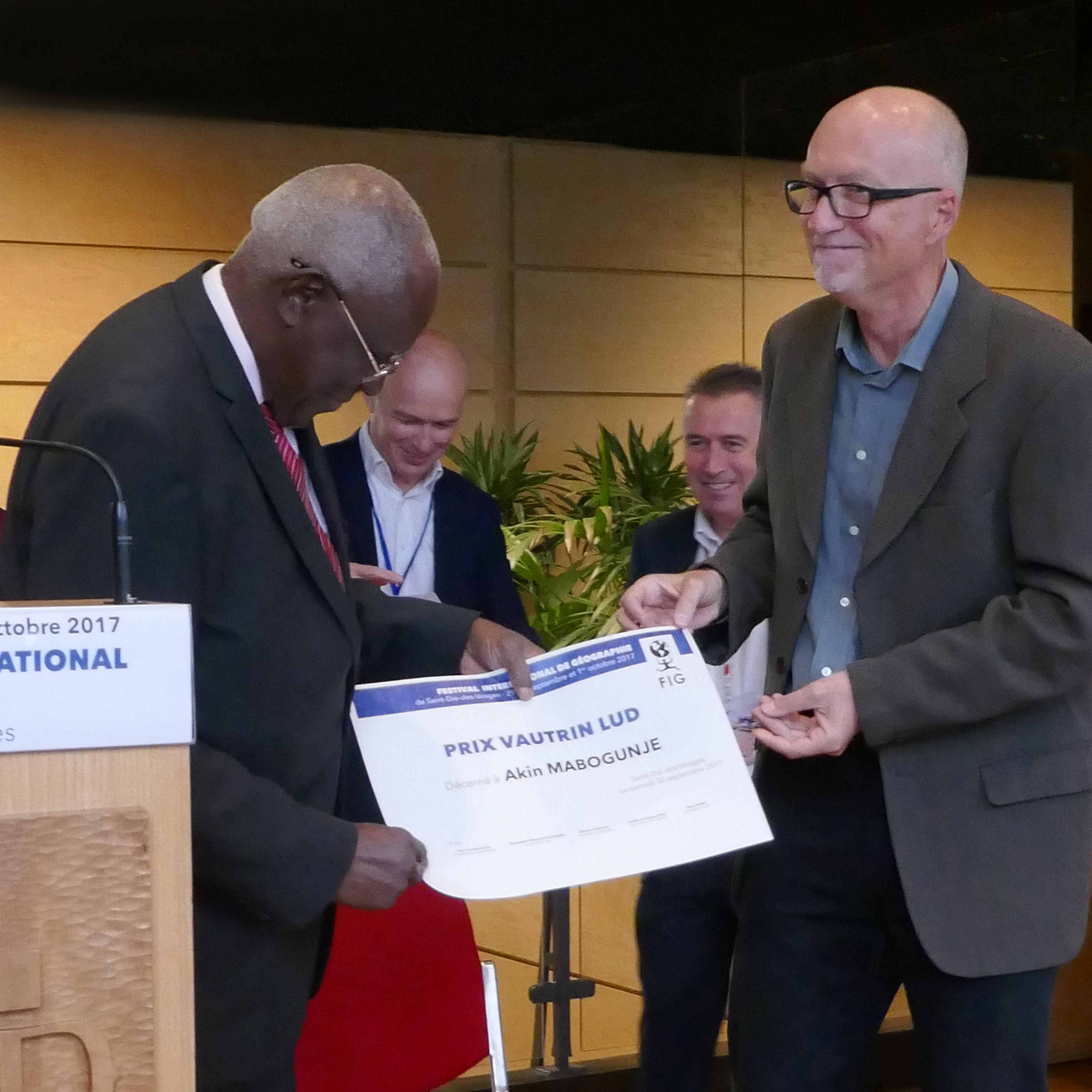
Akin Mabogunje recevant le prix Vautrin-Lud des mains de Jean-Christophe Gay, président du jury en 2017.

Akin Mabogunje a étudié à l'université d'Ibadan (Nigeria) puis à l'University College de Londres où il obtient une licence de géographie.
Il a principalement enseigné à l'université d'Ibadan mais a assuré des enseignements dans différentes universités britanniques, suédoises, brésiliennes et américaines.
Akin Mabogunje a également travaillé pour divers services publics nigérians ou organisations internationales, notamment comme président de la Western State Forestry Commission (1968-74), président du National Council for Management Development (1976-79), consultant pour la Banque mondiale et le programme des Nations unies pour le développement.
Il préside l'Union géographique internationale et, en 1999, est le premier Africain à être élu en tant que membre étranger associé à l'Académie nationale des sciences des États-Unis. Il est aussi membre correspondant honoraire de l'Académie royale des sciences d'outre-mer, Classe des sciences humaines.
Actif au sein de l'Union géographique internationale, il en est par trois fois vice-président puis en est élu président pour la période 1980-1984.

## Publications
- Mabogunje, A. L. (et al.) (2000). Sustainability Science, Harvard University
- Mabogunje, A. L. (1991). A new paradigm for urban development. The World Bank Economic Review, 5(suppl 1), 191-208.
- Mabogunje, A. L. (1990). Urban planning and the post-colonial state in Africa: a research overview. African Studies Review, 33(02), 121-203.
- Mabogunje, A. L. (1989). The development process: A spatial perspective. Unwin Hyman.
- Mabogunje, A. L. (1977). Cities and social order. University of Ibadan.
- Mabogunje, A. L. (1974). Towards an urban policy in Nigeria. The Nigerian Journal of Economic and Social Studies, 16(1), 85-98.
- Mabogunje, A. L. (1972). Regional mobility and resource development in West Africa. McGill-Queen's Press-MQUP.
- Mabogunje, A. L. (1970). Systems approach to a theory of rural‐urban migration. Geographical analysis, 2(1), 1-18.
- Mabogunje, A. L. (1969). Urbanization in Nigeria. Holmes & Meier Pub.

## Récompenses et distinctions
- Docteur honoris causa de l'École d'économie de Stockholm (1973)
- Docteur honoris causa de l'université d'État du Michigan (1976)
- Docteur honoris causa de l'université du Bénin (devenue université de Lomé) (1995)
- Médaille d'honneur de l'Union géographique internationale (1992)
- Docteur honoris causa de l'université Olabisi-Onabanjo (1996)
- Prix Vautrin-Lud (2017)

## Décorations
- Commandeur de l'ordre national du Mérite nigérian (1980)